# مارتن سفينسون (كاتب)
مارتن سفينسون (بالسويدية: Martin Svensson)‏ هو صحفي وكاتب ومغني سويدي، ولد في 11 مارس 1978 في فاربيرغ في السويد.

## وصلات خارجية
- الموقع الرسمي
- مارتن سفينسون على موقع ميوزك برينز (الإنجليزية)
- مارتن سفينسون على موقع ميوزك برينز (الإنجليزية)
- مارتن سفينسون على موقع ديسكوغز (الإنجليزية)